# Tiergesundheitsjahresbericht
Der Tiergesundheitsjahresbericht ist eine vom Friedrich-Loeffler-Institut (FLI) jährlich herausgegebene Veröffentlichung zur Nutztierhaltung in Deutschland. Das FLI ist zum Verfassen des Berichts gemäß § 4, Abs. 4 des Tierseuchengesetzes verpflichtet. Der erste Jahrgang berichtete über das Jahr 1999. Bis 2003 wurden die Berichte unter dem Titel Jahresberichte der Bundesforschungsanstalt für Viruskrankheiten der Tiere (BFAV) herausgegeben. Der Bericht ist auf rund 120 Seiten in vier Kapitel untergliedert.
Kapitel 1 gibt eine Übersicht über den aktuellen Stand des öffentlichen Veterinärwesens in der Bundesrepublik Deutschland. Hier werden die Aufgaben des öffentlichen Veterinärwesens und die für das jeweilige Fachgebiet zuständigen Stellen definiert. Darüber hinaus werden Statistiken zur deutschen Tierärzteschaft dargestellt.
Kapitel 2  enthält die Viehbestandsentwicklung bei landwirtschaftlichen Nutztieren in Deutschland und aktuelle Tierbestände bei Rindern, Schweinen, Schafen und Geflügel in den einzelnen Bundesländern.
Kapitel 3 enthält die Fälle der im Berichtsjahr aufgetretenen anzeigepflichtigen Tierseuchen und meldepflichtigen Tierkrankheiten. Im Gegensatz zu den Statistiken in der Humanmedizin werden nicht Einzelerkrankungen, sondern die Zahl der Gehöfte mit Neuinfektionen erfasst.
Kapitel 4 enthält aktuelle Untersuchungen zu ausgewählten Tierkrankheiten.